# طاووس چینی
طاووس چینی (پروانه)(نام علمی: Papilio bianor) نام یک گونه از سرده پروانه‌های پاپیلیو است.

## زیرگونه‌ها
- طاووس چینی بیانور (Papilio bianor bianor)
- طاووس چینی دهانی (Papilio bianor dehaani)
- طاووس چینی دوی (Papilio bianor doii)
- طاووس چینی گانسا (Papilio bianor ganesa)
- طاووس چینی هاچیجونیس ( Papilio bianor hachijonis )
- طاووس چینی جونیا (Papilio bianor junia)
- طاووس چینی کوتوئنسیس (Papilio bianor kotoensis)
- طاووس چینی مندشوریکا (Papilio bianor mandschurica)
- طاووس چینی ناکاهارا (Papilio bianor nakaharae)
- طاووس چینی پینراتانا (Papilio bianor pinratana)
- طاووس چینی استوکلئی (Papilio bianor stockleyi)
- طاووس چینی تاکاساگو (Papilio bianor takasago)
- طاووس چینی توکارائنسیس (Papilio bianor tokaraensis)